# Towanda (Pennsilvània)
Towanda és una població dels Estats Units a l'estat de Pennsilvània. Segons el cens del 2000 tenia 3.024 habitants.

## Demografia
Segons el cens del 2000, Towanda tenia 3.024 habitants, 1.279 habitatges, i 795 famílies. La densitat de població era de 1.033,3 habitants/km².
Dels 1.279 habitatges en un 30,5% hi vivien nens de menys de 18 anys, en un 43,6% hi vivien parelles casades, en un 13,4% dones solteres, i en un 37,8% no eren unitats familiars. En el 31,7% dels habitatges hi vivien persones soles el 12,7% de les quals corresponia a persones de 65 anys o més que vivien soles. El nombre mitjà de persones vivint en cada habitatge era de 2,32 i el nombre mitjà de persones que vivien en cada família era de 2,92.
Per edats la població es repartia de la següent manera: un 25,1% tenia menys de 18 anys, un 7,7% entre 18 i 24, un 28,3% entre 25 i 44, un 22,4% de 45 a 60 i un 16,6% 65 anys o més.
L'edat mediana era de 38 anys. Per cada 100 dones de 18 o més anys hi havia 85,9 homes.
La renda mediana per habitatge era de 35.814$ i la renda mediana per família de 41.884$. Els homes tenien una renda mediana de 35.663$ mentre que les dones 23.796$. La renda per capita de la població era de 17.438$. Entorn del 9,9% de les famílies i el 13,4% de la població estaven per davall del llindar de pobresa.

## Poblacions més properes
El següent diagrama mostra les poblacions més properes.